# Praha Masarykovo nádraží
Dworzec Masaryka (Masarykovo nádraží) – historycznie pierwszy dworzec kolei parowej w Pradze przy ulicach Hybernská 1014/13 a Havlíčkova 1028/5. Umiejscowienie dworca i torowisk zaproponował w 1842 r. Jan Perner, budynki zaprojektował Antonín Jüngling. Zbudowały go firmy Vojtěch Lanna i bracia Klein w latach 1844-1845 jako część linii Praga – Ołomuniec. Jest to dworzec czołowy służący komunikacji osobowej, zwłaszcza regionalnej z kierunku północnego i wschodniego. Prawie cały leży na północnym wschodzie Nowego Miasta, mniej więcej pod estakadą Magistrali N-S przebiega granica dzielnic Praga 1 (gdzie leży pasażerska część dworca) i Praga 8 (rozjazdy i część infrastruktury pasażerskiej).

## Powstanie i sieć kolejowa

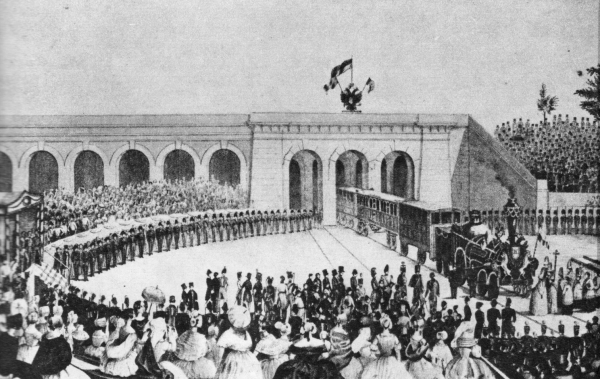
Przyjazd pierwszego pociągu do Pragi w 1845 r.

Pierwszym dworcem na dzisiejszym obszarze Pragi był w 1830 r. dworzec Bruska Łańskiej Kolei Konnej w miejscu współczesnego dworca Praga Dejvice.
Od roku 1845 obecny Dworzec Masaryka był końcową stacją c. k. Północnej Kolei Państwowej, która w Ołomuńcu odchodziła od Kolei Północnej Cesarza Ferdynanda; według oficjalnego kilometrażu liczonego od Wiednia dworzec w Pradze leżał na kilometrze 409,8. Pierwszy nieoficjalny pociąg przyjechał 4 sierpnia 1845, uroczyście dworzec został otwarty 20 sierpnia 1845. Regularna komunikacja zaczęła funkcjonować od 1 września 1845. Linia miała w czasie powstania następną stację dopiero w Běchovicach (dziś dzielnica Pragi); na odcinku do niej była dwutorowa, dalej tylko jednotorowa.

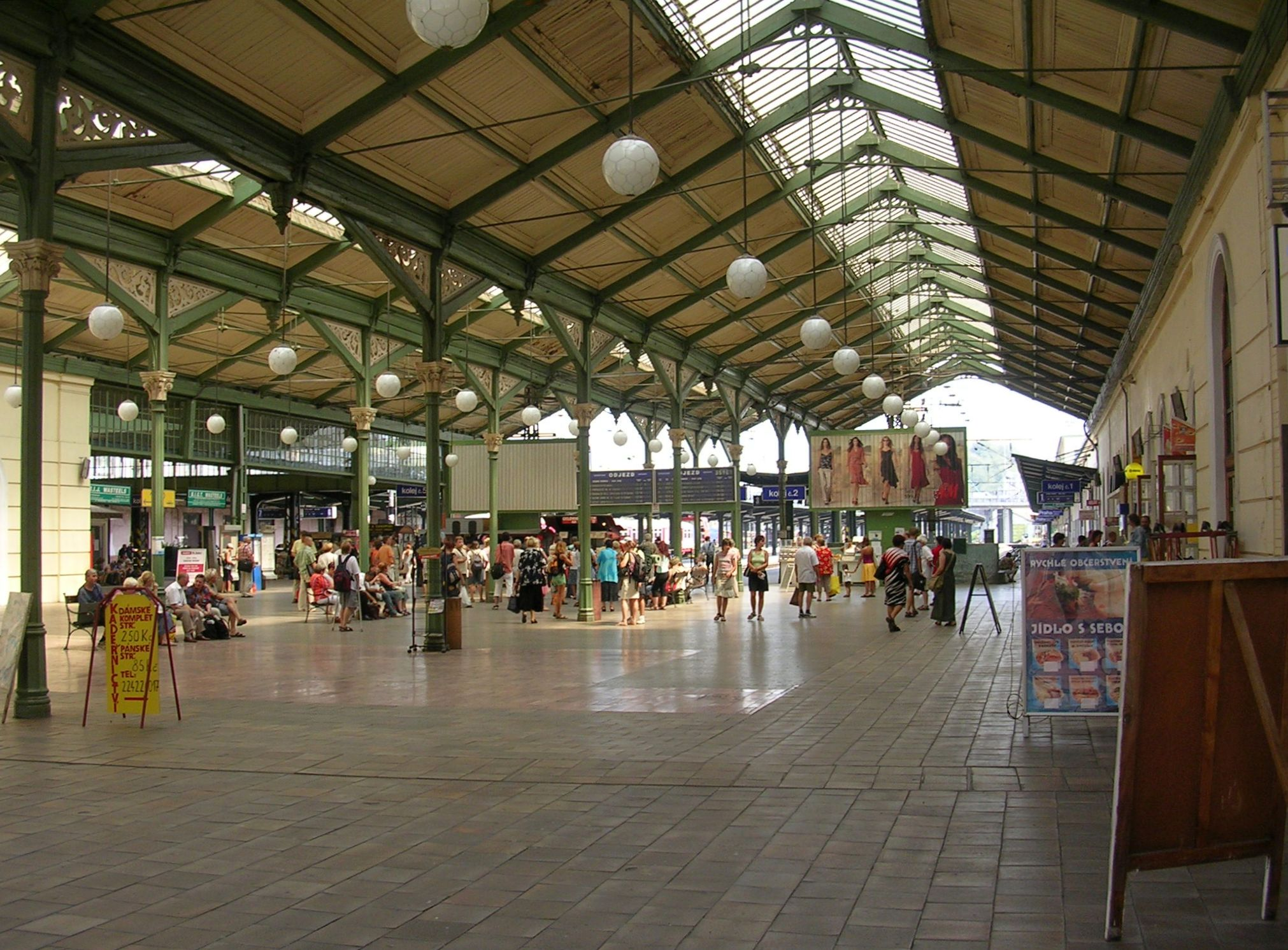
Widok ku peronom

Od razu kontynuowano prace w celu przedłużenia Północnej Kolei Państwowej na północ. 1 czerwca 1850 r. otwarto odcinek wychodzący z dworca przez Wełtawę po Wiadukcie Negrellego w kierunku Lovosic. 6 kwietnia 1851 r. ukończono połączenie z Dreznem przez Deczyn. W 1871 r. kolejowy trójkąt zamknęła Łącznica Karlińska, umożliwiająca bezpośredni przejazd pociągów towarowych z linii ołomunieckiej na drezdeńską bez zawracania na dworcu.
Na wschodnim końcu dworca, gdzie była samodzielna stacja Grabówka, linia ołomuniecka została połączona Łącznicą Grabowską z Dworcem Franciszka Józefa (dziś Główny). Przejazd między oboma dworcami był możliwy jedynie za pomocą trójkąta, bezpośrednie połączenie było i jest niemożliwe ze względu na różnice wysokości i kierunku. Łącznica grabowska została zlikwidowana w grudniu 2005 w pierwszej fazie budowy Nowej Łącznicy, która ją zastąpi.

### Zmiany nazw na przestrzeni lat
1. 1845–1862: Praha / Prag (Praga)
2. 1862–1919: Praha státní nádraží / Prag Staatsbahnhof (Praga Dworzec Państwowy)
3. 1919–1940: Praha Masarykovo nádraží / Prag Masarykbahnhof (Praga Dworzec Masaryka)
4. 1940–1945: Praha Hybernské nádraží / Prag Hibernerbahnhof (Praga Dworzec Hybernski)
5. 1945–1952: Praha Masarykovo nádraží (Praga Dworzec Masaryka)
6. 1953-1990: Praha střed (Praga Centrum)
7. od marca 1990: Praha Masarykovo nádraží (Praga Dworzec Masaryka)

## Położenie

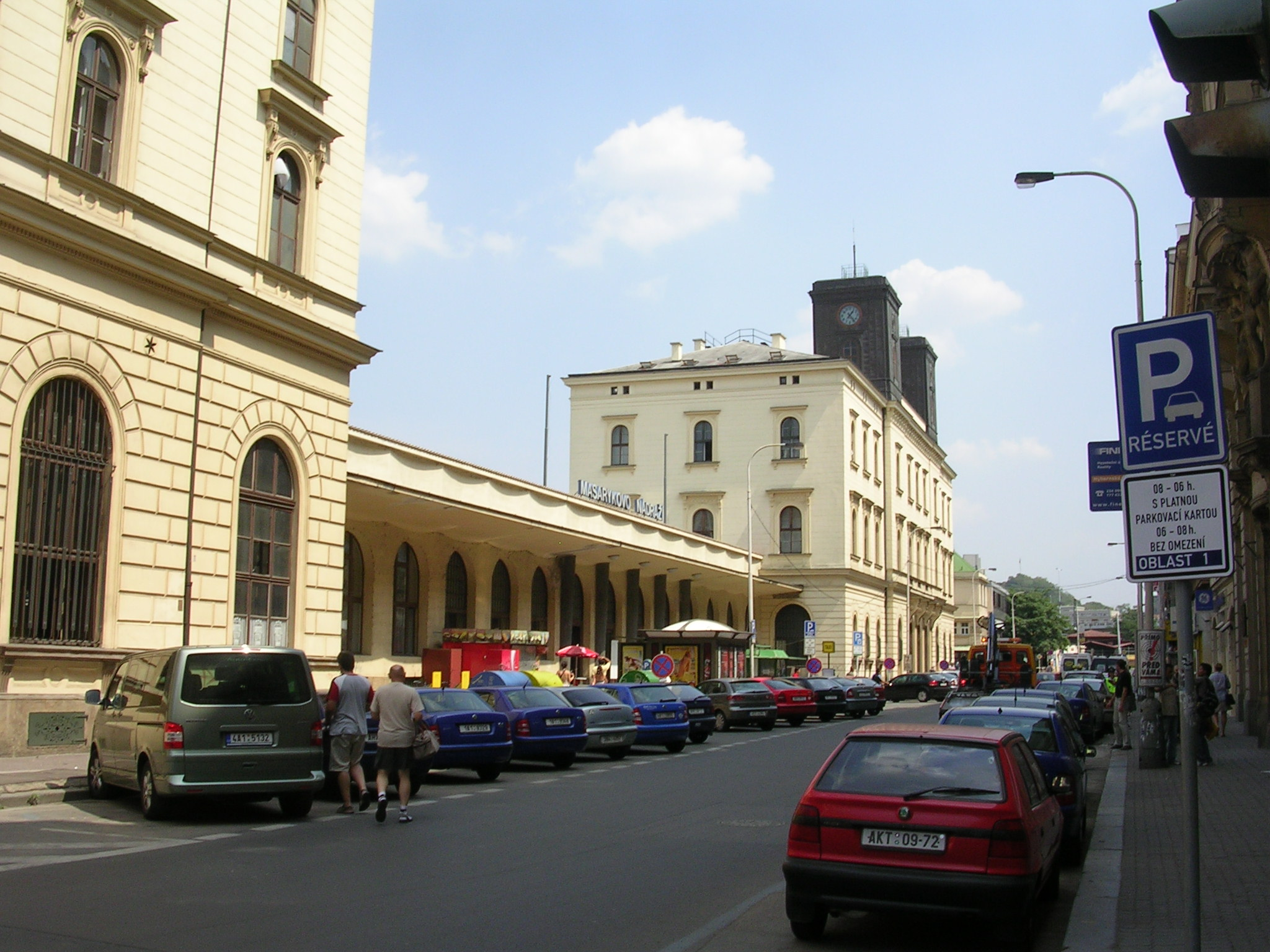
Elewacja od strony ul. Hybernskiej (hala odjazdów)

Pierwotnie główną część dworca stanowiła hala odjazdów od strony ul. Hybernskiej. Od powstania linii B metra i likwidacji torów tramwajowych na tejże ulicy w 1985 r. wejście do niej stanowi wejście boczne i nie ma stąd bezpośredniego dostępu do peronów. Hala przyjazdów znajduje się od strony ul. Havlíčka, na której przed wejściem jest przystanek tramwajów i nocnych autobusów Dworzec Masaryka. Na skrzyżowaniu ul. Havlíčka i Przy Urzędzie Celnym, u północno-zachodniego narożnika dworca są wejścia do wschodniego westybulu stacji metra (linia B) Plac Republiki, sam plac położony jest ok. 250 m na zachód.
Nieopodal jest również Dworzec Główny (ok. 550 m na południowy wschód) i Centralny Dworzec Autobusowy Florenc, leżący na północny wschód od dworca, koło Wiaduktu Negrellego. Niedostateczne połączenie dworca z siecią komunikacji miejskiej po likwidacji linii tramwajowych na ul. Hybernskiej i Opletala jest często krytykowane.

## Budynki

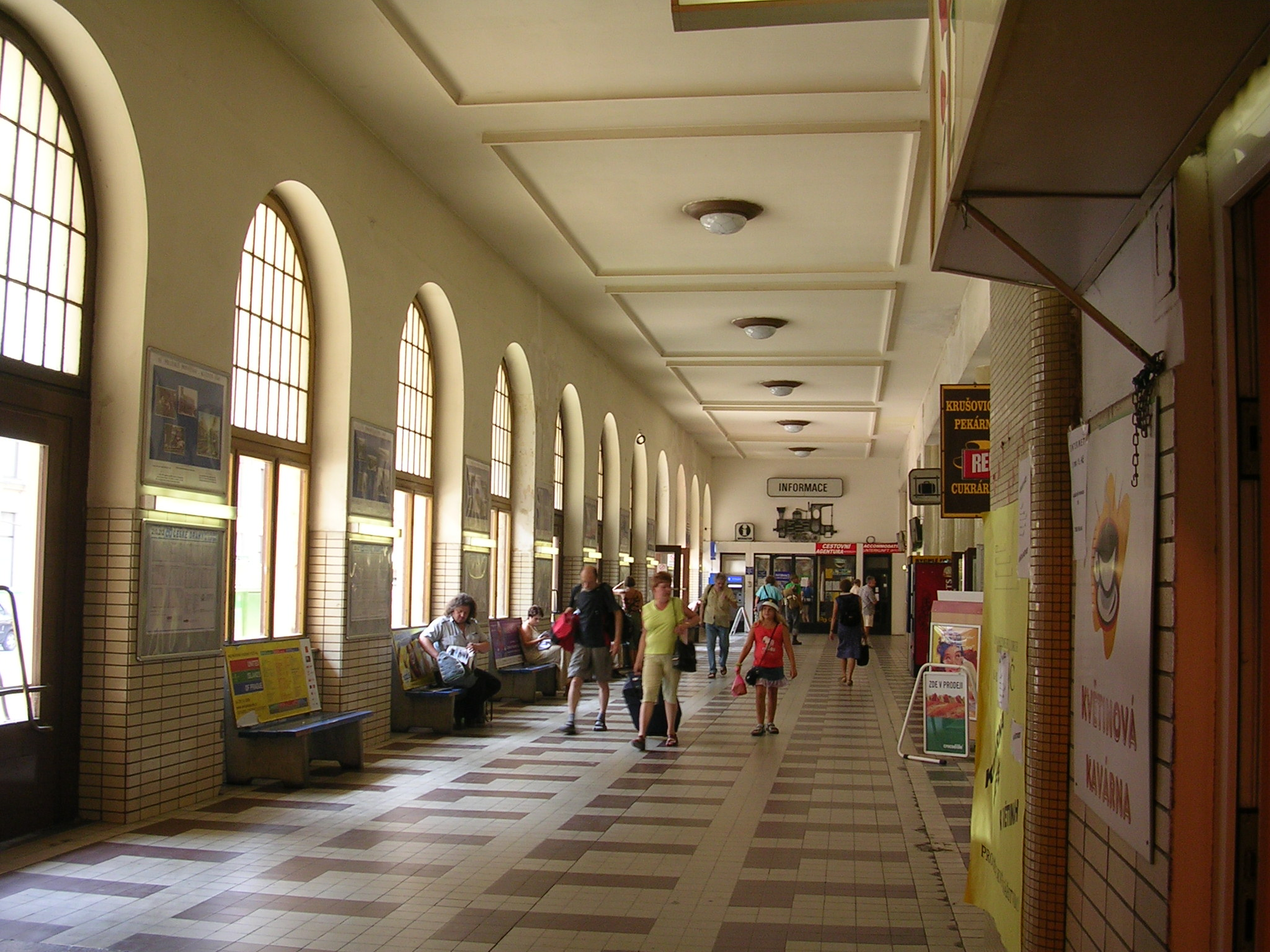
Łącznik między halą odjazdów a przyjazdów

Początkowo dworzec składał się z dwóch samodzielnych budynków, dwupiętrowej hali odjazdów przy ul. Hybernskiej z dwiema kwadratowymi wieżami i dwupiętrową halą przyjazdów przy skrzyżowaniu ulic Havlíčka i Na Florencu. Drewniane, przeszklone zadaszenie łącznika między nimi i peronów wsparte na żeliwnych filarach pochodzi z roku 1862. W 1869 r. dobudowany został na rogu ul. Havlíčka i Hybernskiej podobny w wyglądzie budynek restauracji. Zarówno budynki, jak i zadaszenie zostały zbudowane w stylu przemijającego empire i nadchodzącego neorenesansu. Według niektórych specjalistów rozpoznawalne są inspiracje architekturą florenckich pałaców.
W latach 1893–1894 dworzec przeszedł rozbudowę, a w latach 1938-1945 został wyraźnie przebudowany według projektu architekta A. Parkmanna. Kolejne zmiany miały miejsce podczas budowy metra w latach 80. W latach 90. miał miejsce generalny remont dworca, w trakcie którego przywrócono mu wygląd jak najbliższy oryginałowi.
W 1922 r. firma Nekvasil dobudowała od wschodniej strony hali odjazdów wzdłuż ul. Hybernskiej pocztę, w 1938 r. wzdłuż ul. Na Florencu zostały zbudowane magazyny, stopniowo powstawały dalsze dobudówki. W latach 80. i 90. zostały one w dużej mierze rozebrane.

## Torowiska

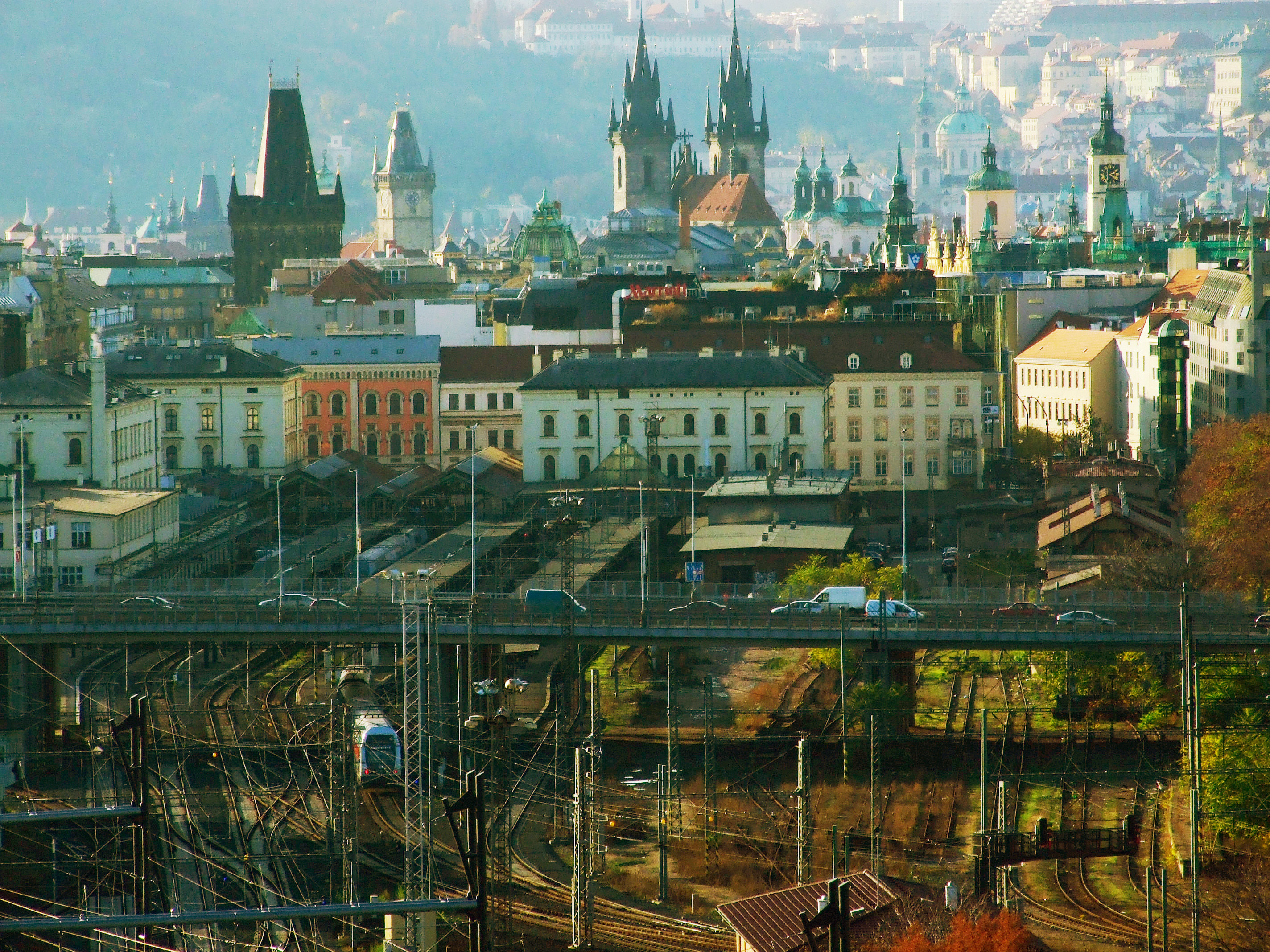
Widok na torowiska Dworca Masaryka

W latach 40. XIX wieku Praga była jeszcze miastem ufortyfikowanym i mniej więcej w miejscu, gdzie dziś biegnie estakada Magistrali N-S, stały mury miejskie. Z powodu budowy dworca przebito w nich sześć zamykanych bram, każda na jeden tor; dworzec miał początkowo sześć torów – trzy dla komunikacji osobowej i trzy dla komunikacji towarowej, później po pięć. Część za murami służyła odstawianiu wagonów i ich obsłudze, a jej częścią była parowozownia z wodociągami, hangary dla lokomotyw, zajezdnie, zakłady naprawcze i magazyny.
Od przebudowy torowisk w 1932 r. dworzec ma cztery perony, z czego pierwsze (południowe) z jednym torem (po drugiej stronie sąsiaduje z halą odjazdów) i trzy pozostałe obustronne. Perony są dostępne z zadaszonej hali między budynkiem restauracji a halą przyjazdów. Dla orientacji podróżnych nie są używane numery peronów, tylko numery torów 1–7 w kolejności od południa. Charakterystyczną cechą jest, że identyczna numeracja jest używana na służbowe potrzeby; w przypadku innych stacji służbowo oznacza się nieparzystymi cyframi tory na lewo od toru głównego, a parzystymi cyframi tory na prawo od toru głównego.

## Przyszłość dworca

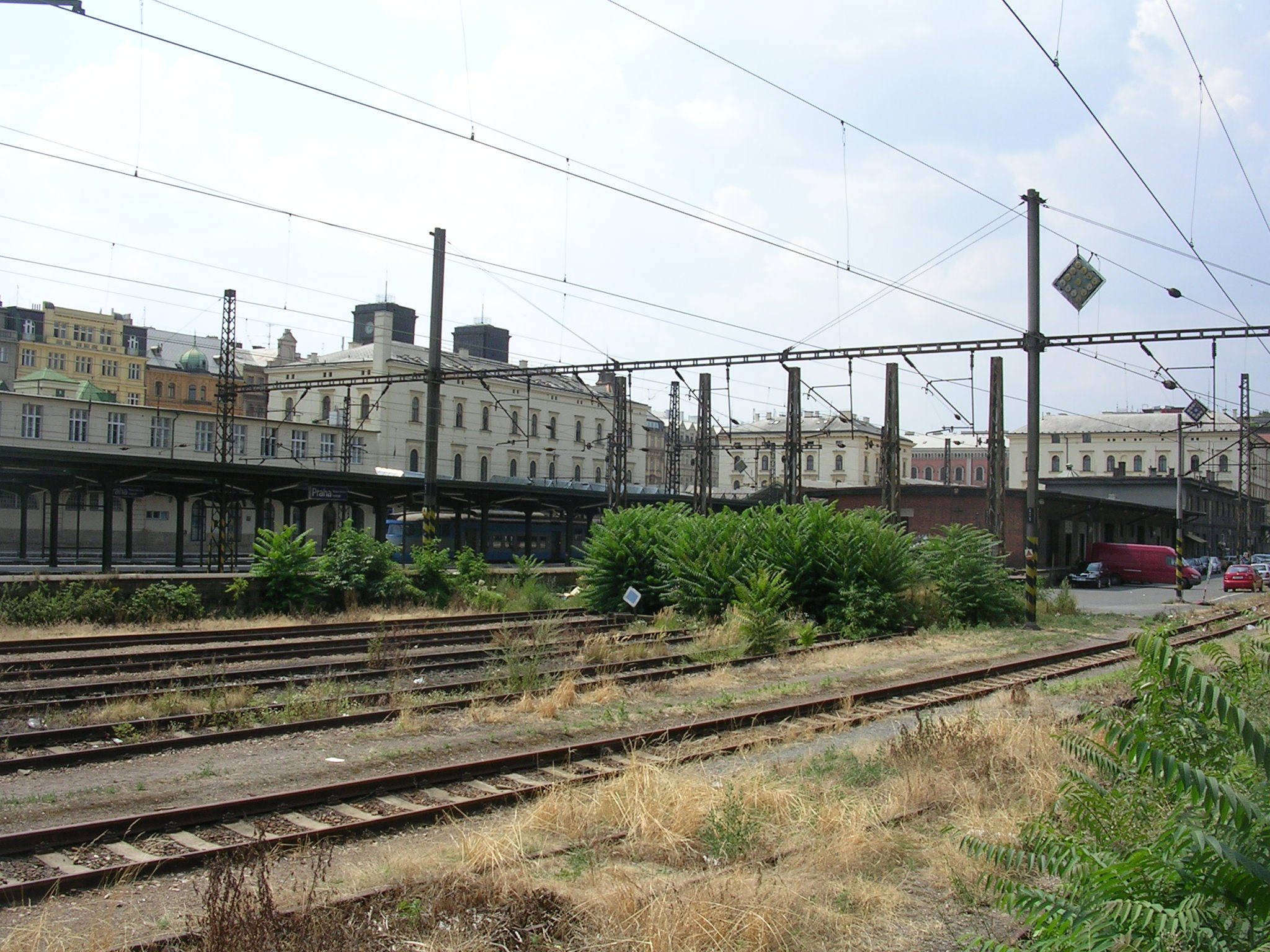
Widok na zabudowania dworcowe od strony części towarowej przy ul. Na Florencu

Od połowy XX wieku co jakiś czas wracała kwestia likwidacji Dworca Masaryka. Przeszkody, które istnienie dworca tworzyło dla komunikacji drogowej rozwiązała budowa estakady Magistrali N-S w latach 70., problemem pozostaje jednak to, że serce praskiego węzła kolejowego podzielone jest między dwa ważne dworce, które nie są dostatecznie ze sobą połączone, co utrudnia przesiadki. Ponadto likwidacja dworca lub jego przesunięcie na wschód umożliwiło by przedłeżenie ul. Opletala oraz Przy Urzędzie Celnym i połączenie urbanistyczne Nowe Miasto z Karlínem. Szereg planów rewitalizacji dworca obejmował wariant ze zmianą jego funkcji. Jednym z przedstawianych przez polityków argumentów za likwidacją jest też nieprzelotowość, co komplikuje przestawianie składów.
Projekt Nowej Łącznicy zakłada eksploatację Dworca Masaryka i jego bezpośrednie połączenie z dworcami Holešovice i Vysočany. Także większość planów jeszcze na wiosnę 2008 przewidywała, że tu będzie się kończyć linia szybkiej kolei na lotnisko Ruzyně bądź do Kladna; w grudniu 2008 władze miejskie, krajowe i ministerialne zawarły te plany w deklaracji o rozwoju.
W grudniu 2008 radny dzielnicy Praga 1 Filip Dvořák (ODS) sprzeciwił się temu, aby linia szybkiej kolei z lotniska kończyła się na Dworcu Masaryka i zaproponował, aby z Wiaduktu Negrellego biegła tunelem na nowe, podziemne perony Dworca Głównego z przystankiem u dworca autobusowego Florenc. Jako wzory działających piętrowych dworców przedstawił były Petersburg, Berlin Hauptbahnhof czy planowany nowy Dworzec Główny w Brnie. Koszty budowy tunelu oszacował na 2 mld koron, które miały by być pokryte z zysków ze sprzedaży terenów przekształconego dworca. Projekt połączenia lotniska z dworcem poparł radny Radovan Šteiner. Władze dzielnicy Praga 1 doprowadziły nawet do opracowania studium tunelu łączącego Dworzec Główny ze Smíchovem z podziemna stacją pod pl. Karola, ten jednak Steiner ocenił jako zbyt drogi.

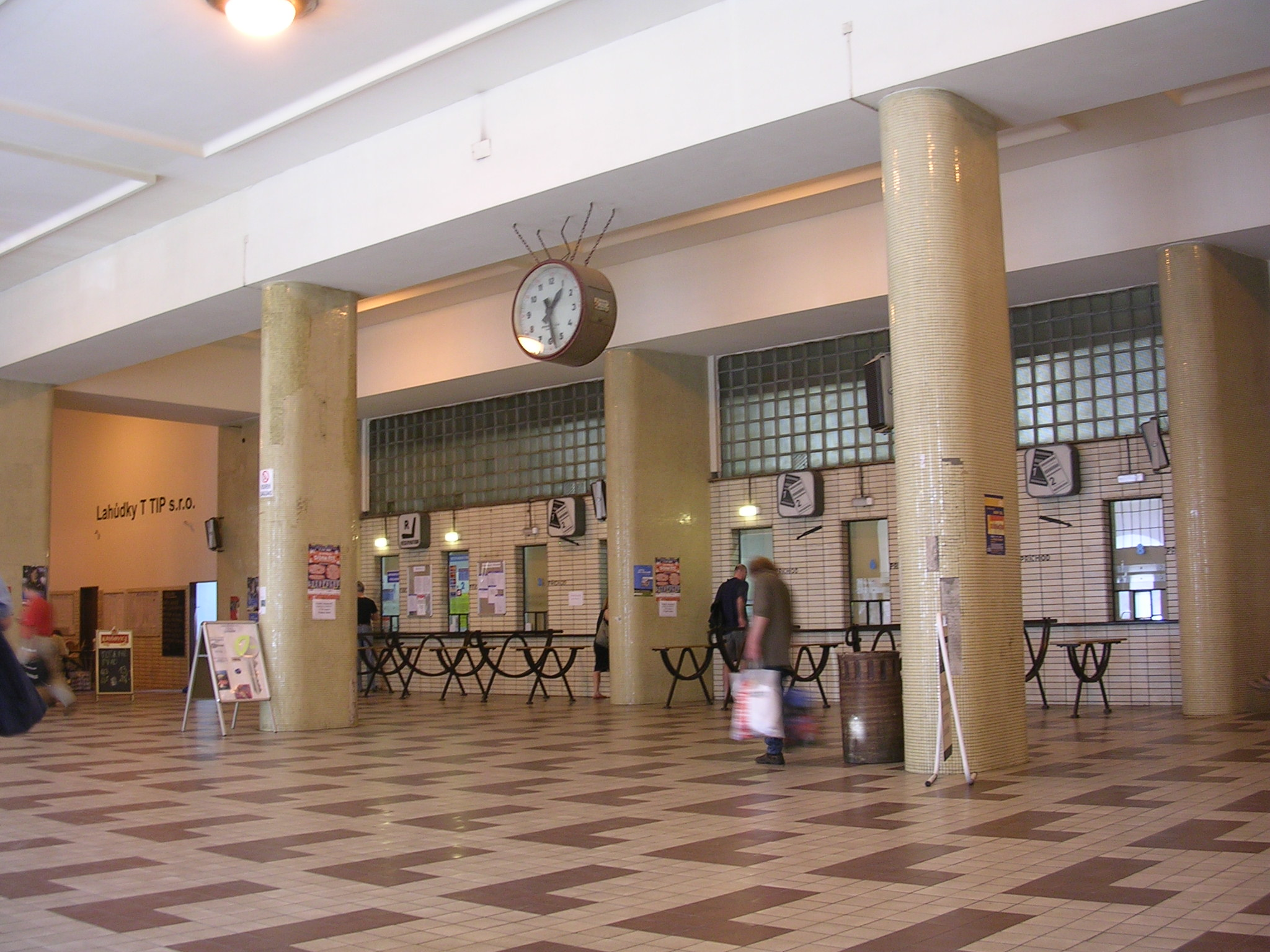
Kasy w hali odjazdów

Rada miejska Pragi 5 sierpnia 2008 zaliczyła Dworzec Masaryka w projekcie zmian planu zagospodarowania przestrzennego do obszarów, które będzie można wykorzystać jako tereny budowlane. Zabytkowe budynki dworcowe mają zostać zachowane. Zabudowanych ma być około 20 hektarów, projekt ma ubezpieczać ING Real Estate Development.
Narodowe Muzeum Techniki pracuje nad utworzeniem muzeum kolejowego w lokomotywowni w południowej części dworcowego areału.
Przeciwko likwidacji dworca opowiedziały się władze miejskie m.in. Kralup nad Wełtawą czy Kolína, których mieszkańcy w dużej mierze dojeżdżają do Pragi właśnie na ten dworzec. Prezydent Pragi stwierdził, że jest przeciw przekształcaniu Dworca Masaryka i nie uważa tego za realistyczne, jednak nie ma nic przeciw debatom nt. jego urbanistyki.